# 黃美菁
黃美菁（1990年10月23日—），台灣女子羽球選手。就讀國立體育大學。

## 簡歷
2016年5月，黃美菁入選中華台北羽球代表隊出戰崑山舉行的優霸盃女子羽毛球團體賽。她在首戰面對模里西斯時與陳曉歡搭檔出任第二點女雙，最終助球隊輕鬆以大比數5比0擊敗對手。

## 主要比賽成績
只列出曾進入準決賽的國際賽事成績：
| 年份   | 賽事                 | 公開賽級別 | 項目     | 拍檔   | 成績   |
| ------ | -------------------- | ---------- | -------- | ------ | ------ |
| 2010年 | 高雄羽球國際挑戰賽   | 國際挑戰賽 | 女子雙打 | 陳虹諭 | 準決賽 |
| 2010年 | 高雄羽球國際挑戰賽   | 國際挑戰賽 | 混合雙打 | 黃柏睿 | 準決賽 |
| 2014年 | 越南羽毛球國際系列賽 | 國際系列賽 | 混合雙打 | 蘇敬恒 | 準決賽 |
| 2015年 | 越南羽毛球大獎賽     | 大獎賽     | 女子雙打 | 陳曉歡 | 準決賽 |

| 2007-2017年 | 首要超級賽 | 超級賽 | 黃金大獎賽 | 大獎賽 | 國際挑戰賽 | 國際系列賽 | 未來系列賽 | 其他 |